# Хедвиг фон Мюнценберг
Хедвиг/Хайлвиг фон Мюнценберг (на немски: Hedwig/Heilwig von Münzenberg; * пр. 1256; † 1286) е благородничка от Мюнценберг и чрез женитба господарка/маршал на Папенхайм в Бавария (1237 – 1257).

## Произход и наследство
Тя е втората дъщеря на Улрих I фон Мюнценберг († 1240) и съпругата му Аделхайд фон Цигенхайн († 1226), вдовица на граф Буркард фон Шарцфелд-Лаутерберг († 1225), дъщеря на граф Рудолф II фон Цигенхайн († 1188) и Мехтхилд от Графство Нида.
През 1255 г. Хедвиг наследява, заедно с шестте ѝ сестри, брат си Улрих II фон Хаген-Мюнценберг († 1255).

## Фамилия
Хедвиг фон Мюнценберг се омъжва пр. 1237 г. за маршал Хайнрих IV фон Папенхайм († сл. 1257), син на маршал Хайнрих III фон Папенхайм († сл. 1214). Те имат четири деца:
- Хайнрих фон Папенхайм († сл. 1264), маршал на Папенхайм, женен за Маргарета фон Гунделфинген-Хеленщайн († сл. 1269), дъщеря на Улрих II фон Гунделфинген-Хеленщайн († 1280) и Аделхайд фон Албек († 1279). Маргарета се омъжва пр. 29 май 1268 г. за граф Хуго III фон Тетнанг-Монфор-Шеер († 1309)
- Аделхайд фон Папенхайм
- Мехтилд фон Папенхайм
- Елизабет фон Папенхайм

## Галерия
- Замък Мюнценберг
- Замък Папенхайм